# Siyoum Tesfaye
Siyoum Tesfaye Moges (19 dicembre 1989) è un calciatore etiope, difensore del Dedebit e della nazionale etiope.

## Caratteristiche tecniche
Terzino destro, può fare anche il centrocampista.

## Carriera

### Club
Esordisce nel EEPCO poi passa al Dedebit dove gioca tuttora.

### Nazionale
Gioca 21 partite con la sua nazionale e segna il suo unico gol in una sconfitta della nazionale etiope da parte del Sudan.